# Mokovec
Mokovec (znanstveno ime Sorbus aria) je listopadno drevo iz družine rožnic, ki uspeva tudi v Sloveniji.

## Opis
Mokovec zrase od 12 do 15 metrov v višino in je pogosto nepravilne rasti. Deblo drevesa je pokončno in valjasto, lubje pa je pri mladih drevesih sivo z belimi lisami, kasneje pa postane rjavo rdeče. Krošnja je visoka, piramidasta in zelo gosta. 
Listi so elipsaste oblike, v dolžino pa dosežejo do 14 centimetrov. Listni rob je dvojno narezan, po zgornji strani pa je listje svetleče zelene barve. Spodnja stran listov je poraščena z gostimi, kratkimi dlačicami. 
Cvetovi mokovca so dvospolni, združeni pa so v bela, grozdasta socvetja, ki so prekrita s puhom. Drevo je žužkocvetka, kar pomeni, da je v cvetovih cvetni prah in pelod. Plodovi, ki nastanejo iz oplojenih cvetov so majhne rdeče ali oranžne jagode, ki so užitne. Meso teh plodov je rumeno meso sladkastega okusa.

## Razširjenost in uporabnost
Mokovec raste v zmernem podnebju, najraje na apnenčastih tleh do 1600 metrov visoko, drevo pa ima močan koreninski sistem. Drevo, ki je domorodno v Evropi, se razmnožuje s semeni, ki lahko vzkalijo tudi po dveh letih, za razširjanje pa poskrbijo ptice, katerih hrana so zrele jagode.
Mokovec gojijo predvsem kot okrasno drevo, ponekod pa tudi zaradi plodov, iz katerih kuhajo neke vrste žganje. V Sloveniji je mokovec pogosto drevo v gozdovih Gorjancev.